# Word of Mouf
Word of Mouf je drugi studijski album američkog repera Ludacrisa, objavljen 2001. godine. U prvom tjednu prodano je 281 000 primjeraka albuma. Na američkoj ljestvici Billboard 200 debitirao je na 3. mjestu. U SAD-u je ukupno prodano 3 616 000 primjeraka albuma.

## Popis pjesama
| #  | Naziv                                  | Producent(i)    | Gost(i)                         | Trajanje |
| -- | -------------------------------------- | --------------- | ------------------------------- | -------- |
| 1  | "Coming 2 America"                     | Bangladesh      |                                 | 4:23     |
| 2  | "Rollout (My Business)"                | Timbaland       |                                 | 4:58     |
| 3  | "Go 2 Sleep"                           | Bangladesh      | I-20, Lil Wilson, Three 6 Mafia | 5:12     |
| 4  | "Cry Babies (Oh No)"                   | Swizz Beatz     |                                 | 5:58     |
| 5  | "She Said"                             | Organized Noize | Fate Wilson                     | 4:35     |
| 6  | "Howhere (skeč)"                       | I-20 & Ludacris |                                 | 1:13     |
| 7  | "Area Codes"                           | Jazze Pha       | Nate Dogg                       | 5:03     |
| 8  | "Growing Pains"                        | P. King         | Fate Wilson & Keon Bryce        | 4:51     |
| 9  | "Greatest Hits (skeč)"                 | Mike Johnson    |                                 | 1:18     |
| 10 | "Move Bitch"                           | KLC             | Mystikal & I-20                 | 4:30     |
| 11 | "Stop Lying (skeč)"                    |                 | I-20                            | 1:38     |
| 12 | "Saturday (Oooh Oooh!)"                | Organized Noize | Sleepy Brown                    | 3:52     |
| 13 | "Keep It on the Hush"                  | Jazze Pha       |                                 | 4:48     |
| 14 | "Word of Mouf (slobodni stil)"         | Chaka Zulu      | 4-Ize                           | 2:13     |
| 15 | "Get the Fuck Back"                    | Bangladesh      | Shawnna, I-20 & Fate Wilson     | 5:21     |
| 16 | "Freaky Thangs"                        | Bangladesh      | Twista & Jagged Edge            | 5:34     |
| 17 | "Cold Outside"                         | Jook            | Chimere                         | 6:05     |
| 18 | "Block Lockdown"                       | Bangladesh      | I-20                            | 4:25     |
| 19 | "Welcome to Atlanta" (skrivena pjesma) | Jermaine Dupri  | Jermaine Dupri                  | 3:41     |

## Top liste
| Top lista (2000.)                    | Najviša pozicija |
| ------------------------------------ | ---------------- |
| SAD Billboard Top R&B/Hip-Hop Albums | 1                |
| SAD Billboard 200                    | 3                |

## Uzorci
"Coming 2 America"
- "Requiem", 3rd movement (Dies irae) od Wolfgang Amadeus Mozart
- Simfonija br. 9 (Dvořák) od Antonín Dvořák

"Rollout (My Business)"
- "Yay Boy" od Africando

"Area Codes"
- "Do It ('Til You're Satisfied)" od B.T. Express

"Growing Pains"
- "Regarde le Monde" od Ärsenik

"Welcome to Atlanta"
- "Five Minutes of Funk" od Whodini
- "Do it baby" od The Miracles